# N’gohinou
N’gohinou  est une localité de l'est de la Côte d'Ivoire et appartenant au département de M'batto, Région du Moronou. La localité de N'gohinou est située à 22 Km de M'batto le chef-lieu de département .